# Business Process Execution Language
Enligt definitionen i Web Services Business Process Execution Language OASIS Standard WS-BPEL 2.0, WS-BPEL (eller BPEL i korform) är ett programspråk för att implementera affärsprocesser baserat på anrop till/från Web Services. Processer implementerade i WS-BPEL kommunicerar enbart genom Web Services.